# Li Shangyin
Li Shangyin, oppure I-shan (李商隱T, 李商隐S,  Lǐ ShāngyǐnP; Qinyang, 813 – Zhengzhou, 858), è stato un poeta e scrittore cinese, considerato il poeta di maggiore importanza del tardo periodo Tang, famoso per le sue poesie d'amore.

## Biografia

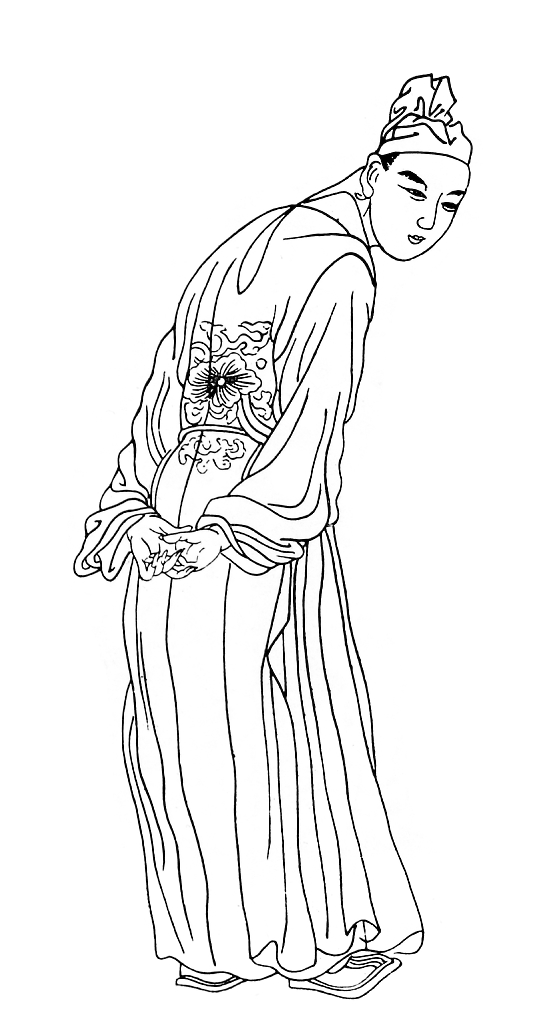
Li Shangyin in un'opera del 1743

### Nascita, studi e lavori
Li Shangyin nacque in una famiglia di funzionari minori, e suo padre, un ufficiale di basso rango, morì quando aveva dieci anni; dopo di che venne educato dallo zio che lo avvicinò ai classici confuciani. Li Shangyin grazie alle sue doti letterarie superò gli esami scolastici nel 837, ma il suo matrimonio con una donna non gradita al comandante militare provinciale ostacolò la sua carriera politica di funzionario governativo, che diventò non soddisfacente e frustrante.
Si dedicò alle poesie durante e tra i suoi vari incarichi,quali, nel 839, il lavoro alla biblioteca imperiale, dove nel 842, divenne un lettore ufficiale; successivamente viaggiò da un luogo all'altro, a volte come amministratore, a volte come ispettore. Oltre a questi compiti, fu anche un membro dell'Accademia di Hanlin, di Chang'an, oltre che un segretario generale presso il Ministero del Lavoro.
Li Shangyin era un pensatore che perseguiva grandi ideali politici, oltre che un forte senso della giustizia, e si avvicinò sempre più al buddhismo nei suoi ultimi anni.

### Pensiero poetico e stile delle opere

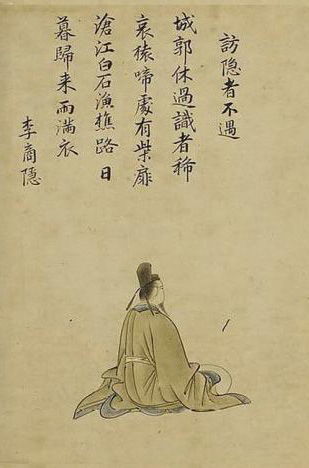
Li Shangyin in un'opera del XVIII secolo

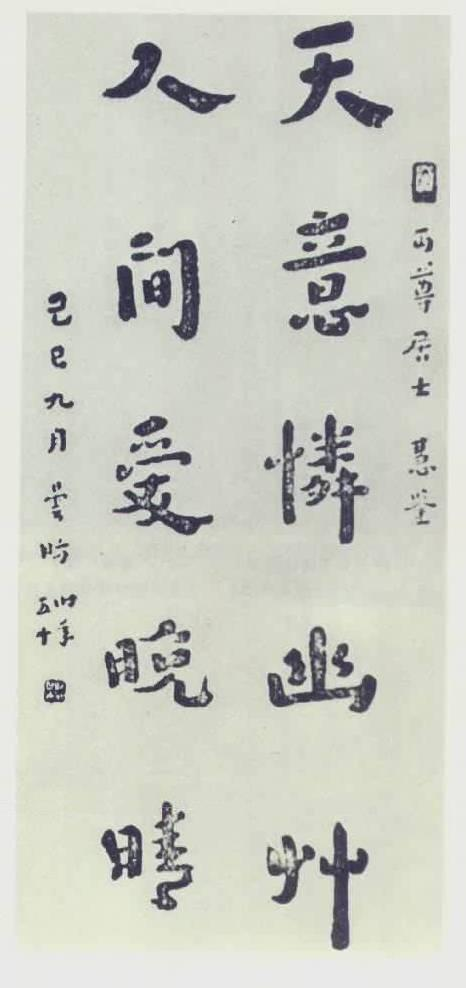
Poesia di Li Shangyin

Alcune problematiche incontrate durante la carriera e il decesso precoce della moglie lo resero sentimentalmente molto triste. Le poesie d'amore di Li Shangyin dimostrano grande sensibilità e profondità, il che riflette il suo atteggiamento verso l'amore e il suo stile di espressione artistica.
Anche se non tutti i suoi contemporanei apprezzarono le sue opere, le sue poesie esercitarono anche una grande influenza sui primi poeti della dinastia Song. Le migliori composizioni di Li Shangyin hanno come tematica principale le delusioni d'amore.
Alcune delle sue poesie parlano di storie d'amore conosciute, come una relazione con una monaca in un monastero taoista in cui soggiornò Li Shangyin, invece altre fanno riferimenti velati ad amori illeciti.
Nelle sue poesie Li Shangyin approfondisce il mondo della passione che provoca in lui sentimenti contrastanti, positivi e negativi, unito con gli elementi del confucianesimo, del taoismo e del buddhismo che suscitano ulteriori contraddizioni, come quella tra i rigorosi principi morali confuciani e la rinuncia buddhista al piacere ed ai desideri da un lato e il piacere che allude alla famosa ricerca taoista di un magico elisir di longevità dall'altro.
La seconda contraddizione è dovuta al confronto tra l'ideale confuciano di servire l'imperatore o l'impero e gli ideali taoista e buddhista di ritirarsi dalla vita mondana e vivere nell'isolamento.
Le poesie di Li Shangyin non risolvono questi problemi, però descrivono non solo con malinconia, ma anche con ironia la sfortuna degli innamorati in generale, così come di tutta l'umanità, caratterizzandosi per l'eleganza formale unita ad alcune oscurità dei contenuti, di non facile interpretazione, per le allusioni letterarie e i riferimenti eruditi.
Con lo pseudonimo di I-shan firmò un'opera in prosa di tipo narrativo, intitolata I-shan tsa-tsuan (Miscellanea di I-shan).

#### Senza titolo
Senza titolo, è una poesia considerata molto significativa: il poeta esprime l'amarezza della situazione politica e di un amore contrastato, in cui il momento della separazione è molto doloroso, e quindi i due amanti sono riluttanti a lasciarsi. La poesia è caratterizzata da una struttura delicata, un linguaggio superbo, da una nota di tristezza e dalle molte metafore, come quella delle lacrime degli innamorati e delle gocce di cera di una candela.
La separazione e la morte sono le prove più difficili da affrontare, e soprattutto la prima perché è tormentata sia dalla delusione che dalla speranza.
I critici letterari stanno ancora discutendo se le sue famose poesie Senza titolo siano opere d'amore o nascondano contenuti politici,a causa della complessità delle sue immagini esotiche, delle allusioni difficili, delle allegorie politiche, della satira riguardante sia eventi e personaggi storici sia contemporanei, e della sua misteriosità che produce ambiguità, dato che nelle sue poesie collega il presente con il passato, la realtà con la
fantasia e la storia con la mitologia.

#### La Cetra Preziosa
La Cetra Preziosa è una delle poesie più significative di Li Shangyin, che alcuni critici letterari sono convinti sia dedicata in memoria della moglie defunta, invece altri credono che questo sia un poema d'amore scritto alla sua cameriera Jinse (Jinse significa in cinese cetra preziosa), o ad una concubina, infine qualcuno lo interpreta come il lamento del poeta per le avversità nella sua carriera politica. Gli elementi fondamentali della poesia sono la preziosa cetra, simbolo della vita umana e della giovinezza del poeta, l'aneddoto del mistico e filosofo taoista Zhuāngzǐ riguardante il sogno e l'incertezza tra il sogno e la realtà, il mito del re Wang che sedusse la moglie del suo ministro Bie Ling e morendo, la sua anima fu trasformata in un cuculo, che simboleggia tristezza e rimpianti.
Ogni corda, ogni ponticello, un anno di gioventù rammenta.

Zhuang al suo risveglio confuse sé in farfalla, enigma dell'esistenza,

Wangdi in primavera mutò in cuculo e gli affidò il suo pianto.

Perla come una lacrima nel mar profondo di luna splende,

terra di giada calor del sole un fumo esala.

Quanto ancora questo sentimento per diventar ricordo?

Soltanto quel momento ormai perso.»
(Li Shangyin, La Cetra Preziosa)